# Ahvaz (Verwaltungsbezirk)
Ahvaz (persisch شهرستان اهواز) ist ein Schahrestan in der Provinz Chuzestan im Iran. Er enthält die Stadt Ahvaz, welche die Hauptstadt des Verwaltungsbezirks ist.

## Demografie
Bei der Volkszählung 2016 betrug die Einwohnerzahl des Schahrestan 1.302.591. Die Alphabetisierung lag bei 91 Prozent der Bevölkerung. Knapp 92 Prozent der Bevölkerung lebten in urbanen Regionen.
| Zensusjahr | Einwohnerzahl |
| ---------- | ------------- |
| 2011       | 1.250.000     |
| 2016       | 1.302.591     |